# モンスターズ/地球外生命体
『モンスターズ/地球外生命体』（モンスターズちきゅうがいせいめいたい、Monsters）は、2010年のイギリスのSF映画。監督、撮影、脚本はギャレス・エドワーズ、主演はスクート・マクネイリーとホイットニー・エイブル。

## ストーリー
地球外生命体のサンプルを採取したNASAの探査機が、大気圏突入時にメキシコ上空で大破する。その直後から謎の生物が増殖し、メキシコの半分が危険地帯として隔離される。それから6年後、メキシコでスクープを狙うカメラマンのアンドリュー・コールダーは、現地でケガをした社長令嬢サマンサ・ワインデンをアメリカとの国境まで送り届けろと、上司から命じられる。

## キャスト
※括弧内は日本語吹替
- アンドリュー・コールダー: スクート・マクネイリー（平田広明）

カメラマン。メキシコでスクープを狙う。莫大な報酬につられて、任務を請け負う。
- サマンサ・ワインデン: ホイットニー・エイブル（英語版）（甲斐田裕子）

社長令嬢。コールダーの上司の娘でもある。愛称はサム。

## 製作
映画は、これまで視覚効果アーティストとして活動してきたギャレス・エドワーズが考案し、監督した。製作には、ヴァーティゴ・フィルムズのアラン・ニブロとジェームズ・リチャードソンがプロデューサーとして参加した。設備機材費は1万5千ドルで、製作費は50万ドルであった。ロケ時には予め許可を取らず普段の状態そのままが撮られ、エキストラたちはその当時にたまたま居合わせた一般人である。
企画段階では『クローバーフィールド/HAKAISHA』や『ブレア・ウィッチ・プロジェクト』のようにPOV視点で撮影する予定だった。
撮影は約3週間にわたり、テキサス州、メキシコ、グアテマラ、コスタリカで行われた。

### サウンドトラック
エレクトロニック・ミュージシャンのジョン・ホプキンスが本作の音楽を作曲、演奏した。

## 公開
2010年3月13日よりサウス・バイ・サウスウエスト映画祭で初上映された.。3月17日、 マグネット・リリーシングが北アメリカでの配給権を獲得した。5月、カンヌ映画マーケットで上映された。イギリスでは2010年6月18日に、第64回エディンバラ国際映画祭で初上映された。

## 評価

### 批評家の反応
批評家には概ね好意的な評価を受け、Rotten Tomatoesでの支持率は73%で、平均点は10点満点で6.61点、批評家の一致した見解は「興味をそそる基本設定から期待されるレベルには届いていないが、『モンスターズ/地球外生命体』はエイリアン襲来の比喩、政治的なテーマ、そして人間関係のドラマが驚くほどに調和している。」となっている。ロジャー・イーバートは4つ星満点で3つ星半を与えた。Moviefoneの2010年のSF映画トップテンでは3位となった。

### 受賞とノミネート
| 映画祭・賞                   | 部門                                 | 対象者                             | 結果       |
| ---------------------------- | ------------------------------------ | ---------------------------------- | ---------- |
| 英国インディペンデント映画賞 | 作品賞                               |                                    | ノミネート |
| 英国インディペンデント映画賞 | 監督賞                               | ギャレス・エドワーズ               | 受賞       |
| 英国インディペンデント映画賞 | ダグラス・ヒコックス賞（新人監督賞） | ギャレス・エドワーズ               | ノミネート |
| 英国インディペンデント映画賞 | 主演男優賞                           | スクート・マクネイリー             | ノミネート |
| 英国インディペンデント映画賞 | プロダクション賞                     |                                    | 受賞       |
| 英国インディペンデント映画賞 | 技術貢献賞                           | 視覚効果 – ギャレス・エドワーズ    | 受賞       |
| 英国アカデミー賞             | 新人賞                               | ギャレス・エドワーズ（監督・脚本） | ノミネート |
| オースティン映画批評家協会賞 | 第1回作品賞                          | ギャレス・エドワーズ               | 受賞       |
| サターン賞                   | 国際映画賞                           |                                    | 受賞       |
| スクリーム賞                 | SF映画賞                             |                                    | ノミネート |
| スクリーム賞                 | インディペンデント映画賞             |                                    | 受賞       |

## 続編
2014年に続編『モンスターズ/新種襲来』（原題: Monsters: Dark Continent）がイギリスで公開。日本では、2016年1月9日公開。
監督はトム・グリーンに変更されている。